# Summer Game Fest
Summer Game Fest — це подія, присвячена відеоіграм, яку організовує та проводить ігровий журналіст Джефф Кілі. Подія відбувається в форматі фестивалю щороку впродовж декількох прямих трансляцій впродовж американського літа. Фестиваль заснований у 2020 році після скасування найвизначніших заходів індустрії: E3 та Gamescom через пандемію COVID-19.

## Перелік заходів
| Назва заходу          | Початок проведення | Кінець проведення |
| --------------------- | ------------------ | ----------------- |
| Summer Game Fest      | 1 квітня, 2020     | 24 серпня, 2020   |
| Summer Game Fest 2021 | 10 червня, 2021    | 22 липня, 2021    |
| Summer Game Fest 2022 | 9 червня, 2022     | 12 червня, 2022   |
| Summer Game Fest 2023 | 8 червня, 2023     | 8 червня, 2023    |

## Історія

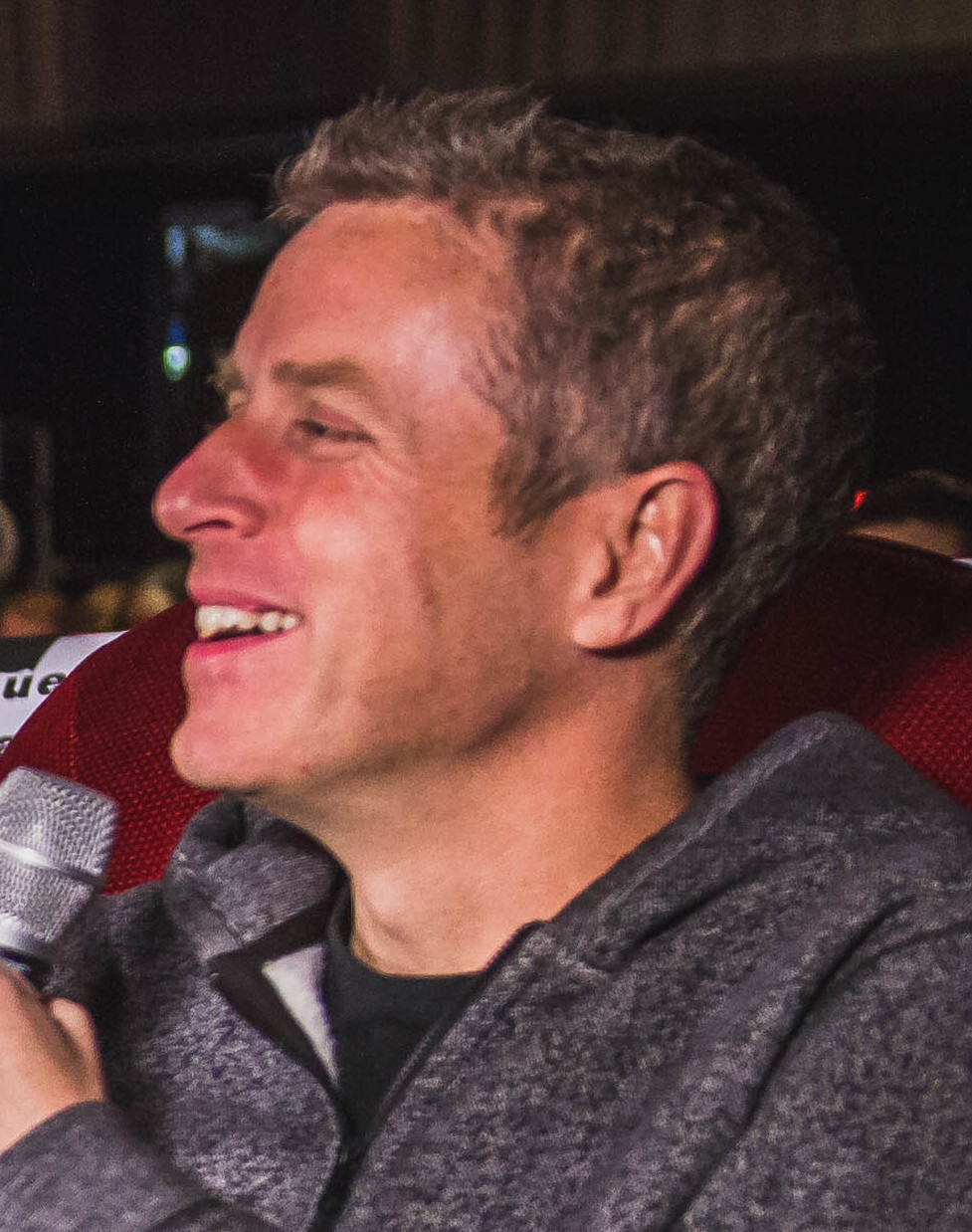
Засновник і ведучий Summer Game Fest Джефф Кейлі

Ігровий журналіст Джефф Кейлі співпрацював з ESA ще до 2000 року, підтримуючи конференцію E3, яка зазвичай проходить у червні кожного року, в тому числі організовуючи E3 Coliseum — паралельний захід, який надає розробникам та їхнім іграм більше розголосу, ніж стандартні пресконференції. Напередодні запланованої виставки E3 2020 ESA оголосила про низку змін у своєму підході, спрямувавши зміст виставки на те, що вона описала як «фестиваль для фанатів, медіа та інфлюенсерів». Така зміна підходу була розкритикована деякими представниками індустрії, а Sony Interactive Entertainment оголосила, що не братиме участі у заході, пропустивши E3 2019, оскільки бачення, запропоноване ESA, не відповідало їхнім очікуванням; Кейлі також відмовився від участі в шоу, зазначивши, що «не відчуває себе комфортно» через зміни.
Через пандемію COVID-19 ESA скасувало «живу» виставку E3 у 2020 році. Кейлі почав співпрацювати з численними розробниками та видавцями, щоб провести чотиримісячний Summer Game Fest з 1 травня по 24 серпня 2020 року, допомагаючи розробникам та видавцям проводити прямі трансляції та інші заходи взамін скасованих E3 та Gamescom. Паралельно з Summer Game Fest, Кейлі просував третій Steam Game Festival, наступний після The Game Awards 2019 і раніше скасованої Game Developers Conference 2020 року, яка проходила з 16 по 22 червня 2020 року. Понад 900 ігор були доступні в Steam у вигляді демо-версій для гравців, а також низка інтерв'ю з розробниками впродовж усього заходу. Аналогічний захід для ігор для Xbox One відбувся 21-27 липня 2020 року в рамках фестивалю Summer Game Fest.
Серед ігор та інших анонсів, зроблених під час Summer Game Fest 2020, були такі:
- Tony Hawk's Pro Skater 1 + 2 — ремастеринг гри Tony Hawk's Pro Skater та її продовження для сучасних платформ.[13]
- Unreal Engine 5 — наступна ітерація ігрового рушія від Epic Games, яка вийде в середині 2021 року.[14]
- Star Wars: Squadrons — нова гра від студій Motive Studios та Electronic Arts, що пропонує командні бої з використанням космічних кораблів всесвіту «Зоряних воєн», таких як винищувачі X-wing та винищувачі TIE.[15]
- Crash Bandicoot 4: It's About Time, продовження оригінальної трилогії ігор Crash Bandicoot на платформі PlayStation, що розробляється компаніями Toys for Bob та Activision.[16]
- Cuphead виходить на PlayStation 4.[17]

### 2021 рік
З 10 червня по 22 липня 2021 року відбувся другий фестиваль Summer Game Fest. З 15 по 21 червня 2021 року в рамках Summer Game Fest ID@Xbox запропонувала низку демо-версій майбутніх ігор на платформі Xbox.
Summer Game Fest відкрився потоком анонсів ігор, який відбувся 10 червня 2021 року, ведучим якого став Кейлі. Серед представлених ігор є такі:
- Among Us
- The Anacrusis
- Back 4 Blood
- Call of Duty: Warzone
- The Dark Pictures Anthology: House of Ashes
- Death Stranding Director's Cut (PS5)
- Elden Ring
- Escape from Tarkov
- Evil Dead: The Game
- Fall Guys
- Jurassic World Evolution 2
- Lost Ark
- Metal Slug Tactics
- Monster Hunter Stories 2: Wings of Ruin (NS)
- Overwatch 2
- Planet of Lana
- Salt and Sacrifice
- Solar Ash
- Tales of Arise
- Tiny Tina's Wonderlands (PC, PS4, PS5, XBO, XBXS)
- Two Point Campus
- Valorant
- Vampire: The Masquerade - Bloodhunt

У рамках Summer Game Fest 11 червня 2021 року відбувся перший показ Tribeca Games Spotlight, на якому були представлені ігри, номіновані на премію Tribeca Film Festival за найкращі відеоігри. Серед цих ігор були:
- The Big Con
- Harold Halibut
- Kena: Bridge of Spirits
- Lost in Random
- NORCO
- Sable
- SIGNALIS
- 12 Minutes

Koch Media презентувала шоукейс 11 червня 2021 року в рамках фестивалю Summer Game Fest. Окрім представлення свого нового видавництва Prime Matter, Koch Media презентувала наступні ігри:
- The Chant
- Codename Final Form
- Crossfire: Legion
- Dolman
- Echoes of the End
- Encased
- Gungrave G.O.R.E.
- King's Bounty 2
- The Last Oricru
- Painkiller 2
- Payday 3
- Scars Above

Компанія Sony взяла участь у заході, провівши State of Play 8 липня 2021 року. Серед анонсів, зроблених під час заходу, — такі:
- Arcadegeddon
- Deathloop
- Death Stranding: Director's Cut
- Demon Slayer -Kimetsu no Yaiba- The Hinokami Chronicles
- F.I.S.T.
- Hunter's Arena: Legends
- Jett: The Far Shore
- Lost Judgment
- Moss: Book II
- Sifu
- Tribes of Midgard

### 2022 рік
Третій Summer Game Fest тривав протягом червня 2022 року, а його основна частина проходила з 9 по 12 червня. Серед видавців-учасників з окремими стендами були Capcom, Devolver Digital, Epic Games, Nintendo, Netflix, Sony та Xbox.

### 2023 рік
Четвертий Summer Game Fest відбудеться в червні 2023 року, вперше об'єднаний як цифровий та реальний захід, який відбудеться 8 червня в YouTube Theater в Лос-Анджелесі; фізична складова заходу була доступна для преси в 2022 році.
Будуть представлені наступні компанії:
- Activision
- Amazon Games
- Annapurna Interactive
- Bandai Namco Entertainment
- Behaviour
- Capcom
- CD Projekt Red
- Devolver Digital
- Digital Extremes
- Disney
- EA
- Epic Games
- Focus Entertainment
- Gearbox Publishing
- Grinding Gear Games
- hoyoverse
- Kabam, Larian
- Level Infinite
- Magic the Gathering
- Neowiz
- Netflix
- Nexon
- Niantic
- North Beach Games
- Samsung Gaming Hub
- Second Dinner
- Sega
- Paradox
- Pearl Abyss
- Phoenix Labs
- Plaion
- PlayStation
- Pocket Pair
- Razer
- Smilegate
- Square Enix
- Stema
- Techland
- Tribeca Festival
- Ubisoft
- Warner Bros. Games
- Xbox

## Читайте також
- Brasil Game Show
- Consumer Electronics Show
- Gamercom
- Tokyo Game Show